# David Arkenstone
David Arkenstone  (Chicago, 1 de julho de 1952) é um músico e compositor estadunidense. 

## Biografia
Aos 10 anos mudou-se de Chicago para a Califórnia. Nessa época David era membro de várias bandas de colégio e tocava guitarras e teclados. Ele estudou música na faculdade e começou uma banda de rock progressivo chamada David, mas logo descobriu a música de Kitaro e foi influenciado por ela. Arkenstone foi influenciado por escritores como J. R. R. Tolkien e Ian Fleming, e cresceu ouvindo bandas como Emerson, Lake & Palmer, Yes e Deep Purple, bem como  música clássica.
Arkenstone seguiu carreira solo e encontrou o seu próprio estilo no gênero new age. Sua música é basicamente instrumental. Seus álbuns, muitas vezes, possuem  a fantasia como temática principal. Ele trabalhou com a escritora de romances de fantasia Mercedes Lackey em alguns de seus álbuns. Junto com sua ex-mulher, Diane, criou sua própria gravadora chamada Neo Pacifica. Arkenstone também compôs música para televisão, canais como The History Channel, Discovery Channel e NBC Sports incluem sua música. Também escreveu músicas para trailers e algumas de suas obras foram usadas como trilhas sonoras de filmes. Sua música também aparece em jogos de computador, tais como World of Warcraft, Lands of Lore: The Throne of Chaos, Blade Runner, Earth & Beyond, e Emperor: Battle for Dune. 
Arkenstone obteve três indicações ao Grammy por seus trabalhos: In the Wake of the Wind, 1992, Citizen of the World, 2000, e Atlantis, em 2004.
Aprendeu a tocar uma grande variedade de instrumentos musicais, incluindo bouzouki, bandolim, guitarra, baixo elétrico, harpa, violoncelo, flauta, piano elétrico, piano, saz turco, tin whistle, flauta irlandesa, escaleta e flauta de pã. Ele também toca bateria e percussão, e fez alguns vocais em seus álbuns.
Em 2010, assinou com a gravadora Domo e re-lançou o álbum Echoes of Light and Shadow.

## Discografia

### Estúdio
| Álbum                                             | Ano  | Gravadora               |
| Valley in the Clouds                              | 1987 | Narada                  |
| Island (com Andrew White)                         | 1989 | Narada                  |
| Citizen of Time                                   | 1990 | Narada                  |
| In the Wake of the Wind                           | 1991 | Narada                  |
| The Spirit of Olympia                             | 1992 | Narada                  |
| Another Star in the Sky                           | 1994 | Narada                  |
| Quest of the Dream Warrior                        | 1995 | Narada                  |
| Return of the Guardians                           | 1996 | Narada                  |
| Convergence (com David Lanz)                      | 1996 | Narada                  |
| Spirit Wind                                       | 1997 | Windham Hill            |
| Enchantment: A Magical Christmas                  | 1997 | Narada                  |
| The Celtic Book of Days                           | 1998 | Windham Hill            |
| Citizen of the World                              | 1999 | Windham Hill            |
| Caravan of Light                                  | 2000 | Narada                  |
| Music Inspired by Middle Earth                    | 2001 | Neo Pacifica Recordings |
| Spirit of Tibet: A Musical Odyssey                | 2002 | Green Hill Productions  |
| Sketches from an American Journey                 | 2002 | Paras Recording         |
| Spirit of Ireland                                 | 2003 | Green Hill Productions  |
| Christmas Pan Pipes                               | 2003 | Green Hill Productions  |
| Spirit of the Rain Forest                         | 2003 | Green Hill Productions  |
| Christmas Spirit                                  | 2003 | Village Square          |
| Caribbean Dreams                                  | 2004 | Village Square          |
| Atlantis: A Symphonic Journey                     | 2004 | Narada                  |
| Myths & Legends                                   | 2007 | Gemini Sun Records      |
| Live! (com N. Gunnin, J. Linsteadin ja L. Goldin) | 2008 | Gemini Sun Records      |
| Echoes of Light and Shadow                        | 2008 | Gemini Sun Records      |
| Christmas Lounge                                  | 2008 | Green Hill Productions  |
| Chillout Lounge                                   | 2009 | Green Hill Productions  |
| Caribbean Nights                                  | 2009 | Green Hill Productions  |
| Celtic Chillout                                   | 2010 | Green Hill Productions  |
| The Magic Light of the Colorado Plateau           | 2010 | Oakenshield Recordings  |
| Ambient World                                     | 2011 | Domo Records            |

### Compilações
| Álbum                                                 | Ano  | Gravadora |
| Chronicles                                            | 1993 | Narada    |
| Eternal Champion                                      | 1998 | Narada    |
| Visionary                                             | 2002 | Narada    |
| Best of David Arkenstone                              | 2005 | Narada    |
| Celtic Journeys: A David Arkenstone Celtic Collection | 2011 | Narada    |